# Wärters Schlechte
Wärters Schlechte ist eine deutsche Streetpunk-Band, die 1991 gegründet wurde.

## Bandgeschichte
In den ersten Jahren der Band war ihr musikalischer Stil noch nicht gefestigt. Man konnte sie jedoch dem Fun-Punk oder Deutschpunk zuordnen. Im Laufe der Zeit entwickelten sie sich in Richtung Streetpunk. In den ersten Jahren wechselte die Besetzung der Band recht häufig. Erst ab 1998, als zwei neue Gitarristen – Kuhflo und Panne – hinzugestoßen waren, bezeichnete sich die Band als Streetpunkband.
Ihr erstes Album Der alte Paul entstand 1996. Dieses Album war noch dem Deutschpunk/Fun-Punk zuzuordnen und war thematisch und musikalisch eher unausgereift. Es wurde nur auf CD veröffentlicht und nach Abverkauf der Erstauflage nicht mehr nachproduziert.
Ab 2001 stieg der Bekanntheitsgrad der Band, und sie veröffentlichte das Album Nos temos a dizer. Auf diesem Album befanden sich auch noch einige Songs, die in der Besetzung vor 1998 entstanden waren, weshalb das Album als ein „Schritt vom Deutschpunk zum Streetpunk“ gesehen wird.
Es folgten selbst organisierte Touren, die Wärters Schlechte zunehmend bekannter machten. Sie traten auch im Ausland auf, unter anderem in Ungarn, der Schweiz, Österreich, der Slowakei und den Niederlanden.
2003 wurde das dritte Album Divided forever veröffentlicht, ein Split-Album mit Slain. Dieses Album erschien zuerst auf dem ungarischen Undergroundlabel Nemart, wurde jedoch kurz darauf von dem deutschen Label Nix-Gut wiederveröffentlicht.
2005 trennten sich die Gitarristen Kuhflo und Panne von der Band und wurden durch Bea und Benno ersetzt. Nach der hierdurch entstandenen kurzen Pause fanden Wärters Schlechte wieder neues Publikum – beispielsweise durch Auftritte im Jugendhaus OBW9 in Stuttgart.
2007 gründeten Wärters Schlechte ihr eigenes Label „20-4-6-Records“, das 2013 wieder aufgeben wurde.
2010 verließ die Gitarristin Bea die Band, um ein Auslandsstudium anzutreten. Eddy übernahm die Gitarre. Der Schlagzeuger Swom musste wegen einer schweren Erkrankung pausieren. Joe / „Tscho“ vertrat ihn währenddessen.
2011: Am 16. August 2011 erlag Swom seinem Krebsleiden. Tscho ist seitdem festes Bandmitglied.
Benno verließ die Band
2016: Zum 25-Jahres Jubiläum fanden sich einige ehemalige Musiker zu einem gemeinsamen Konzert in der Villa Roller in Waiblingen ein.
Seitdem ist Panne wieder festes Bandmitglied.

## Besetzung
- Gitarre: Eddy
- Gitarre: Panne
- Bass: Fritzle
- Gesang: Nuggele
- Schlagzeug: Tscho

## Diskografie
- Der alte Paul (1996)
- Nos Temos A Dizer (2000)
- Divided Forever (2003)
- Citycenter Authopsy (2007)
- No time for no future (2012)
- Revolution Occupied (2016)